# Sörsjön, Uppland
Sörsjön är en sjö i Uppsala kommun i Uppland och ingår i Tämnaråns huvudavrinningsområde. Sjön har en area på 1,61 kvadratkilometer och ligger 35 meter över havet. Sörsjön ligger i Tämnaren öst Natura 2000-område. Sjön avvattnas av vattendraget Tämnarån (Vretaån) - egentligen en bit strömmande vatten i det som är Tämnaren.
Sörsjön är ursprungligen en vik av Tämnaren. I samband med sjösänkningen på 1870-talet snörptes Sörsjön av, men har blivit en egen sjö främst genom igenväxning.

## Delavrinningsområde
Sörsjön ingår i det delavrinningsområde (666660-158447) som SMHI kallar för Utloppet av Sörsjön. Medelhöjden är 39 meter över havet och ytan är 9,1 kvadratkilometer. Räknas de 20 avrinningsområdena uppströms in blir den ackumulerade arean 462,19 kvadratkilometer. Avrinningsområdets utflöde Tämnarån (Vretaån) mynnar i havet. Avrinningsområdet består mestadels av skog (55 procent) och sankmarker (21 procent). Avrinningsområdet har 1,62 kvadratkilometer vattenytor vilket ger det en sjöprocent på 17,7 procent.